# 世平王
世平王（よひらおう）は、室町時代の皇族。邦恒王の王子。木寺宮を継ぎ、木寺宮世平王となる。その後、息子の邦康親王が木寺宮を継承した。
木寺宮は大覚寺統の後二条天皇を先祖に持っており、南北朝時代及び室町時代にかけての世襲親王家という扱いになる。世襲親王家ではありながら、後南朝勢力であるので、世平王は親王宣下も受けられず、王として当主になった。
なお、応永26年（1419年）10月に子の承道（永助法親王附弟）が、12月には同じく明仁（堯仁法親王附弟）が、共に後小松天皇の猶子として親王宣下を受けている。これについて満済は批判的に記しつつも門跡になる貴種が不足しているから認めざるを得なかったのだと記している（『満済准后日記』正長2年6月27日条）。

## 系譜
- 後二条天皇 - 邦良親王 - 康仁親王 - 邦恒王 - 世平王 - 邦康親王 - 法深法親王